# Sabine Becker (Politikerin)

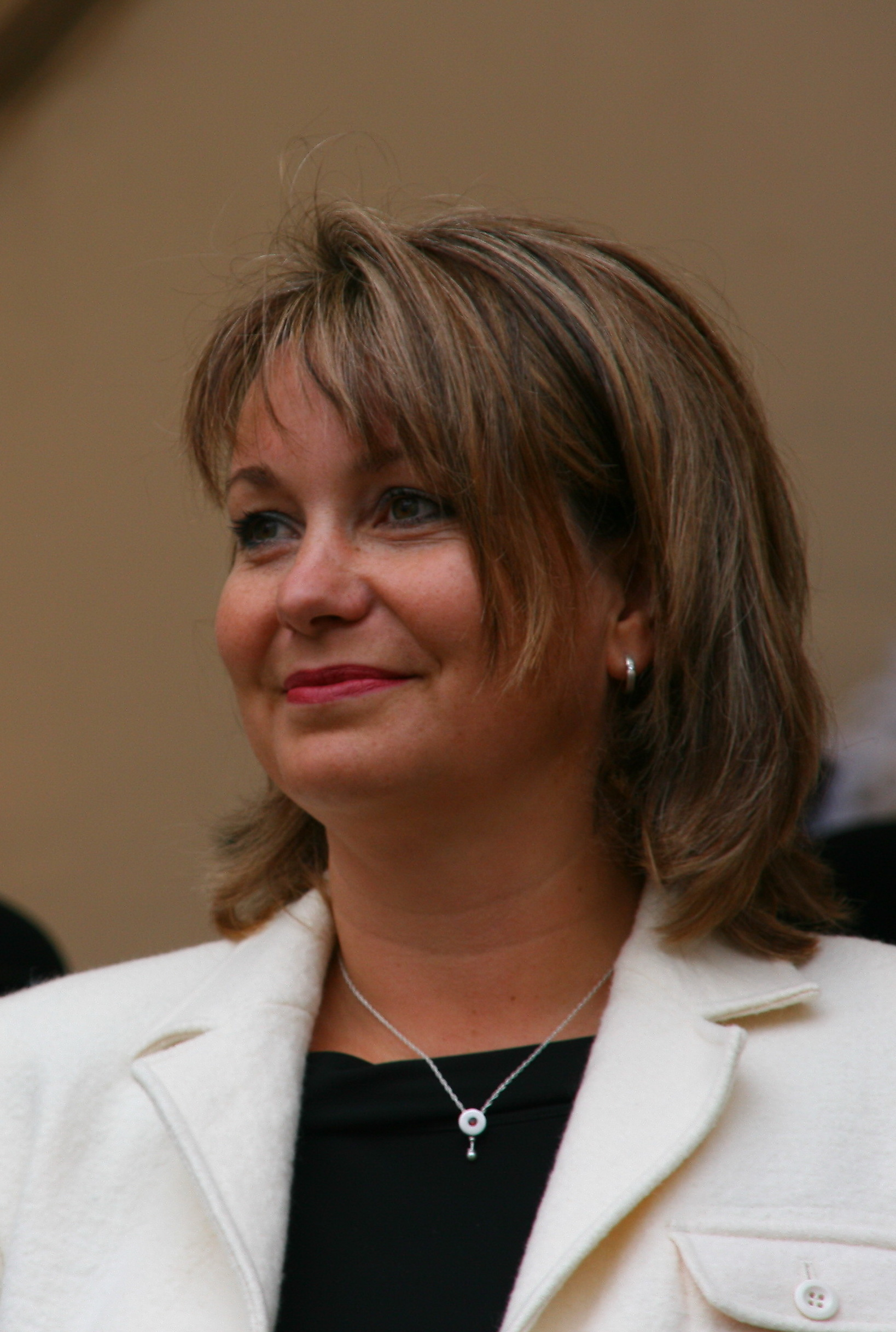
Sabine Becker, 2007

Sabine Becker (* 1965 in Köln) ist eine deutsche Politikerin und war von 2009 bis 2017 Oberbürgermeisterin von Überlingen im Bodenseekreis. Von 1999 bis 2014 war sie Mitglied der CDU, seither ist sie parteilos.

## Leben
Die Tochter eines Kölner Elektrikermeisters studierte Jura an der Universität zu Köln und Verwaltungsrecht an der Deutschen Hochschule für Verwaltungswissenschaften Speyer. Als sie das zweite Staatsexamen ablegte, hatte sie bereits zwei Kinder. Becker wurde 1999 Mitglied der CDU. Als Volljuristin arbeitete sie bis 2004 als Rechtsanwältin in Hagnau am Bodensee. Sie war zudem als Journalistin und als wissenschaftliche Mitarbeiterin im Bundestag tätig.
Becker wurde am 28. November 2004 im zweiten Wahlgang mit der absoluten Mehrheit von 56 Prozent zur Bürgermeisterin von Meersburg gewählt. Sie löste zum 1. Februar 2005 Heinz Tausendfreund ab, der ihr in zwei Wahlgängen unterlegen war. 
Schon nach dreieinhalb Jahren im Amt stellte sie sich in Überlingen zur Wahl. Am 12. Oktober 2008 wurde sie im zweiten Wahlgang mit einer relativen Mehrheit von 40,8 Prozent der Stimmen zur ersten Oberbürgermeisterin in der Geschichte der Stadt gewählt, bei einer Wahlbeteiligung von 54 Prozent.
Der Amtswechsel im Überlinger Rathaus – sie löste dort Volkmar Weber ab – war auf den 1. Dezember 2008 terminiert. Hätte Becker diesen Termin eingehalten, wären ihre späteren Pensionsansprüche gemindert geworden; dies veranlasste sie dazu, erst am 1. Februar 2009 nach Überlingen zu kommen. Sie gab ihre Meersburger Stelle zum 31. Januar 2009 auf und trat tags darauf ihr Überlinger Amt an, vereidigt wurde sie am 16. Februar 2009. Bei ihrem Amtsantritt ließ sie verlauten, für eine zweite Amtszeit kandidieren zu wollen.
Am 25. Mai 2014 wurde Becker für die „Bürgerliste Verwaltungsgemeinschaft Überlingen – Owingen – Sipplingen“ (BVÜOS) in den Kreistag des Bodenseekreises gewählt.
Am 29. August 2014 trat Becker aus der CDU aus.
Bei den Bürgermeisterwahlen in Überlingen am 27. November 2016 erhielt sie lediglich 12 Prozent der Stimmen und verlor ihr Amt als Oberbürgermeisterin. Ihr folgte Jan Zeitler (SPD) nach.
Seit 2017 ist Becker mit Martin Hahn verheiratet.